# Jeffrey Lang
Jeffrey Lang, född 30 januari 1954 i Bridgeport, är en amerikansk professor i matematik på University of Kansas och muslimsk författare. Han konverterade till islam från ateism.